# Ясна Поляна (Новоодеська міська громада)
Ясна Поля́на — село в Україні, у Новоодеській міській громаді Миколаївського району Миколаївської області. Населення становить 194 особи.

## Населення
Згідно з переписом УРСР 1989 року чисельність наявного населення села становила 153 особи, з яких 64 чоловіки та 89 жінок.
За переписом населення України 2001 року в селі мешкали 194 особи.

### Мова
Розподіл населення за рідною мовою за даними перепису 2001 року:
| Мова       | Відсоток |
| ---------- | -------- |
| українська | 92,78 %  |
| молдовська | 6,19 %   |
| російська  | 1,03 %   |